# Fábio Yassuda
Fábio Riodi Yassuda, em japonês:  安田 良治 [Yasuda Ryōji], (Pindamonhangaba, 30 de agosto de 1922 – São Paulo, 29 de junho de 2011) foi um político brasileiro. 

## Biografia
Nascido em 30 de agosto de 1922, em Pindamonhangaba, São Paulo, filho do topógrafo Rioiti Yassuda, que havia se instalado na região em meados da década de 1910. Foi educado em escolas rurais, tendo gosto pela agricultura. Em 1939, mudou-se para Piracicaba, para estudar na Escola Superior de Agricultura Luiz de Queiroz da Universidade de São Paulo. Trabalhou na Cooperativa Agrícola de Cotia, onde trabalhou, diretor, diretor-gerente e diretor-superintendente.
Na década de 1960 Carlos Lacerda tentou convencer Fábio a aceitar a Secretaria da Economia do Estado da Guanabara, em seu governo. Yassuda pediu a Lacerda para convencer a diretoria da Cooperativa Agrícola de Cotia a liberá-lo de suas funções. Alegou que não queria sair criando atritos com os cooperados. Em seguida, convenceu a diretoria da Cooperativa a não liberá-lo. Lacerda chegou a se reuniu duas vezes com os diretores da empresa dos quais recebeu duas negativas. O prefeito da cidade de São Paulo José Vicente Faria Lima, também tentou levar Yassuda, sem êxito.
Em 1969, na gestão de Paulo Maluf, Yassuda foi indicado pelo Serviço Nacional de Informações para ocupar a secretaria de Abastecimento da prefeitura de São Paulo, pois, um coronel havia dito para os amigos de Yassuda: "Ou ele vai ser cassado, ou vai para o governo". Pouco depois, foi o presidente Médici quem o convocou-o a "prestar serviços à revolução", como ministro da agricultura, mas, a incompatibilidade entre o plano de governo militar e os ideais do nikkei para o meio agrícola acabaram por colocá-lo à frente do Ministério da Indústria e Comércio, onde foi ministro da Indústria e Comércio no governo Médici, de 30 de outubro de 1969 a 23 de fevereiro de 1970, foi o primeiro nikkei a se tornar ministro no Brasil.
Após a curta carreira política, dedicou-se à iniciativa privada até 1976. Comprou um barco, que manteve ancorado em Paraty, Rio de Janeiro, que também serviu como moradia por dez anos, viajando pela costa brasileira.